# Era Istrefi
Era Istrefi (Pristina, 4 luglio 1994) è una cantante kosovara con cittadinanza albanese.

## Biografia
Nata nella capitale kosovara dal giornalista Nezir Istrefi e dalla cantante Suzana Tahirsylaj, è la sorella della popolare cantante Nora Istrefi. È cittadina dell'Albania dal 2016.
Era ha pubblicato il suo singolo di debutto Mani për money nel 2013. Il suo stile presenta sonorità urban e testi in lingua albanese ghega con sparse frasi in inglese. Nel 2014 è stata nominata ai VideoFest Awards in quattro categorie, vincendone tre: Migliore artista emergente, Migliore performance e Miglior styling.
A dicembre 2015 è uscito BonBon, il singolo che ha lanciato Era Istrefi nel mercato internazionale, ottenendo oltre mezzo miliardo di visualizzazioni su YouTube e dischi d'oro in Australia, Canada, Danimarca, Germania, Italia e Paesi Bassi, e uno di platino in Francia. Oltre alla versione originale in albanese, di BonBon è stata pubblicata anche una versione in inglese per il mercato statunitense. Il successo del brano le ha fruttato a febbraio 2016 un contratto con le etichette discografiche Sony Music e Ultra Records. Nel 2017 Era ha vinto uno European Border Breakers Award a riconoscimento del suo successo globale. Nel 2018 ha pubblicato il singolo Live It Up, uno dei brani ufficiali del campionato mondiale di calcio.

## Discografia

### Singoli
- 2013 – Mani për money
- 2014 – A po don?
- 2014 – E dehun (con Mixey)
- 2014 – 13
- 2015 – Njo si ti
- 2015 – Shumë pis (con Ledri Vula)
- 2016 – BonBon
- 2017 – Redrum (con Felix Snow)
- 2017 – No I Love Yous (con French Montana)
- 2018 – Live It Up (con Nicky Jam e Will Smith)
- 2018 – Prisoner
- 2018 – Oh God (con Konshens)
- 2019 – Nuk e di (con Nora Istrefi)
- 2019 – No Maybes (con Ilkay Sencan e Arash)
- 2022 – Bebe
- 2022 – TKRKT
- 2022 – Hala (con Don Xhoni)
- 2022 – Buta (con Buta)
- 2022 – Idiot
- 2023 – Ta du
- 2023 – Lonely (con Butrint Imeri)
- 2024 – Mona Lisa
- 2024 – Më humbe
- 2024 – Ama (con Noizy)
- 2024 – Take a Look (con Noizy)
- 2024 – Heat
- 2024 – Bye e ki (con Çelik Lipa)
- 2025 – Carbon2000
- 2025 – Million $$$ Man
- 2025 – Kitty (con Noizy)

### Collaborazioni
- 2019 – Sayonara detka (Ėldžej feat. Era Istrefi)
- 2019 – Let's Get Married (Yellow Claw feat. Offset & Era Istrefi)